# Bartica
Bartica – miasto w północnej Gujanie; w regionie Cuyuni-Mazaruni.
W 2006 roku miało 15 tysięcy mieszkańców. Ośrodek przemysłowy.